# Иапу
Иапу (порт. Iapu) — муниципалитет в Бразилии, входит в штат Минас-Жерайс. Составная часть мезорегиона Вали-ду-Риу-Доси. Входит в экономико-статистический микрорегион Каратинга. Население составляет 10 851 человек на 2007 год. Занимает площадь 337,389 км². Плотность населения — 28,2 чел./км².

## История
Город основан 1 января 1949 года. 

## Статистика
- Валовой внутренний продукт на 2003 год составляет 25 348 449,00 реалов (данные: Бразильский институт географии и статистики).
- Валовой внутренний продукт на душу населения на 2003 год составляет 2637,99 реалов (данные: Бразильский институт географии и статистики).
- Индекс развития человеческого потенциала на 2000 год составляет 0,697 (данные: Программа развития ООН).